# Bernardus Golf
Bernardus Golf is een golfbaan in Cromvoirt, die in 2018 is geopend. De 18-holes baan is een ontwerp van de baanarchitect Kyle Phillips.
De golfbaan werd van 2020 tot en met 2023 aangewezen als locatie voor de KLM Open. Op het terrein van de golfbaan is het met een Michelinster onderscheiden restaurant Noble Kitchen gevestigd.

## Beschrijving
Bernardus Golf bevat 18-holes en is ontworpen door de Amerikaanse architect Kyle Phillips, wie ook ontwerper is van onder meer Kingsbarns, The Grove en Yas Links. Bernardus Golf is aangelegd als Heathland-golfbaan van 85 hectare met vier Par 3-holes, tien Par 4-holes en vier Par 5-holes.
Sinds de opening was Bernardus Golf gastheer van het KLM Open 2021, 2022 en 2023, onderdeel van de Europese PGA-tour. De baan zou ook de gastheer zijn van de editie van 2020, maar deze moest worden afgelast vanwege de coronapandemie die dat jaar uitbrak en alle sportevenementen stillegde. Het grootste golfevenement voor vrouwen, de Solheim Cup, zal op Bernardus Golf worden gehouden in 2026.
De golfbaan omvat ook een gastenverblijf, de Bernardus Lodge, met acht tweepersoonskamers, een buitenzwembad en een tennisbaan.

## Geschiedenis
Robert van der Wallen kocht in 2015 het land en presenteerde daarbij de plannen voor de golfbaan in Cromvoirt. De ontwikkeling van de golfbaan startte begin 2016. Het clubhuis volgde later dat jaar en is ontworpen door Patrick Russ en Pieter Laureys.
In 2018 werd Noble Kitchen en Bernardus Café geopend. In juni van dat jaar werden de eerste 10 holes gerealiseerd en de officiële opening van de Bernardus Golf championship course vond plaats in september.
In september 2021 vond het Dutch Open, een European Tour evenement, voor het eerst plaats op Bernardus Golf.